# Susan Williams
Susan Rene Williams (Long Beach, 17 de junio de 1969) es una deportista estadounidense que compitió en triatlón. 
Participó en los Juegos Olímpicos de Atenas 2004, obteniendo la medalla de bronce en la prueba femenina individual.

## Palmarés internacional
| Juegos Olímpicos | Juegos Olímpicos | Juegos Olímpicos  | Juegos Olímpicos |
| Año              | Lugar            | Medalla           | Prueba           |
| ---------------- | ---------------- | ----------------- | ---------------- |
| 2004             | Atenas (Grecia)  | Medalla de bronce | Individual       |